# Articaïne
L'articaïne est un anesthésique local de la famille des amino-amides.
Efficace et peu coûteuse, elle est fréquemment utilisée en odontologie, même si la lidocaïne lui est souvent préférée. En solution, elle est parfois mélangée à l'adrénaline. Elle subira une bio-transformation (hydrolyse) par le rein.
Vis-à-vis des femmes enceintes, l'articaïne passe peu la barrière placentaire et ne passe pas dans le lait maternel. L'élimination de la molécule d'articaïne s'effectue en 48 heures[réf. souhaitée].
Elle est contre-indiquée en cas de porphyrie.